# حمام النعيم التركي في الخليل
حمام النعيم التركي، هو حمام عام وأحد المعالم الأثرية والتاريخية في البلدة القديمة في مدينة الخليل بالضفة الغربية، أنشئ في العهد المملوكي. ويعد  من أقدم الحمامات التركية في الخليل.

## أهمية الحمام التركي التاريخية في الخليل
- بني على الطراز المملوكي عام 1517 م[3]، وفي العهد العثماني حظي باهتمام كبير، حيث كان يستخدم أيضاً للزوار والزعماء، وفي المناسبات وتجمعات العشائر في مدينة الخليل.[4]
- مهمة الحمام كانت للإستحمام والمعالجة، بسبب عدم توفر حمامات بهذا الطراز في المنازل.
- استخدم في الأعراس الفلسطينية، كان العرسان يأتون إليه للاستحمام، ثم الخروج من الحمام إلى الحرم الإبراهيمي، ويعتبر متنفسا لوجود حكواتي يستمع الناس إلى قصصه وحكاياته.[5]
- أعيد تأهيله من جديد، ويعتبر الآن حافزاً هاماً للتشجيع على زيارة أسواق وحارات البلدة القديمة في الخليل، كونه من التراث الشعبي الفلسطيني والتاريخي .[6]

## الوصف
- يحتوي على أربع قباب كبيرة وصغيرة متساوية مع السقف تقريبًا، جميعها من الباطون القديم.[1]
- يوجد في القباب فتحات دائرية متساوية ومنارات وصحون زجاج ملونة، من شأنها أن تدخل أشعة الشمس لداخل الحمام بألوان ملونة مختلفة.[7]
- الحمام يحتوي على بلاط النار وغرف صغيرة جميلة، وجرون الماء القديم منحوت بالصخر لغرض وضع الماء الساخن فيه.[8]
- الزجاج الموجود بالسقف يدخل إنارة للحمام ويحفظ الحرارة عن طريق الشمس.[9]